# 대만 원주민 이름
타이완 원주민 이름은 타이완 원주민의 이름을 말한다.

## 특징
타이완섬에 살고 있는 토착민은 섬에 한족이 들어오기 전까지 각 부족의 고유한 작명법에 따라 이름을 지었으나, 대만에 한족이 들어와 정착하고 정치 권력및 영향력을 행사하기 시작하자, 점차 중국식 이름으로 바뀌어갔다. 17 ~ 18세기 동안 이러한 흐름이 일반화되었으며, 중국식 성명이 문명의 상징처럼 여겨졌다. 또한 조세및 인적 자원의 관리를 위해서도 이름이 필요했으므로, 토착민의 인적 사항이 문서화되면 중국식 성명으로 지어졌다. 이렇게 하여 저지대에 살고 있던 원주민들은 혈통및 문화적으로 한족에 동화되어 갔다. 한편 고지대및 산악지역의 토착민은 제2차 세계대전이 끝날 때까지도 고유의 이름을 유지했으나, 새로 들어선 중화민국 정부는 원주민들에게 체계적으로 중국식 이름을 부여하였다. 중화민국 정부는 1945~1950년 동안 대만성인민성명복구령을 내려 일본통치시대 일본 이름의 영향을 되돌리고자 하였는데 한족과는 무관한 원주민들도 중국식 성으로 바꿔야할 처지에 몰렸다. 그 과정에서 기록을 맡은 관리들이 멋대로 성을 짓는 바람에 같은 성을 쓰는 사람들이 무수히 많아지게 되었다. 이들에게는 高씨(高山族에서 따옴) 潘씨(물가에 사는 番이란 뜻),湯씨, 楊씨, 石씨, 巫씨등의 외자 한자성이 부여되었고 이로써 성을 혈족구분의 수단으로 쓰기 어렵게 되었다. 법적으로 또 공공장소에서 이러한 중국식 성을 써야 했으므로 원주민의 작명전통은 빠르게 무너졌고 일부 부족은 완전히 사라져 버린 곳도 있다.
토착 문화를 되살리려는 노력에 힘입어 고유 이름을 되살리려는 원주민의 노력이 이어지고 있으나, 중국식 이름의 사용이 뿌리 깊기 때문에 중국식 이름을 정식으로 쓰고, 고유 이름은 곁가지로 쓰이는 정도이다. 또한 토착민 이름(오스트로네시아어족 언어에 뿌리를 둔)은 한족계통의 주민들에게 발음하고 기억하기 어렵다는 이유로 한자로 표기되면서 한문용법에서 그러하듯 자주 1~2음절로 잘려나가서 쓰이기도 한다.

## 같이 보기
- 중국인의 성명
- 일본 이름
- 한국의 성씨와 이름
- 베트남 이름
- 자 (이름)
- 항렬